# Tasmanski tigar
Tasmanski tigar ili psoglavi vučak (lat. Thylacinus cynocephalus) je tobolčar iz porodice zvjeraša za kojeg se ne može sa sigunošću reći je li izumro ili nije. 
U australskoj fauni ova životinja je imala ulogu grabežljivca sličnu vuku u Europi ili Sjevernoj Americi. 

## Opis
Po izgledu podsjeća na psa, osim što je isprugan poput tigra. Psoglavi vučak je bio dugačak 100 do 130 centimetara, a rep je bio dugačak oko pola metra. Posebnost su mu snažne čeljusti koje je mogao jako razjapiti. Vjeruje se da je plijen lovio sam ili u paru.

## Izumiranje i razlozi izumiranja
Pretpostavlja se da je s australskog kopna izumro prije barem 3000 godina. Razlog njegovog nestanka je dingo, pas koji je na kontinent došao u pratnji prvih doseljenika, predaka Aboridžina, a onda je podivljao, naselio šikaru i, kao snažniji i napredniji grabežljivac, istisnuo vučka. Sličan se proces događa i danas kada uvezene lisice ozbiljno ugrožavaju mnoge tobolčare, od kojih su neki dovedeni na rub izumiranja i opstaju samo pod strogom zaštitom, na priobalnim otocima ili brižno ograđenim rezervatima kamo lisice (ali i podivljale mačke) nemaju pristupa. 
Do dolaska Europljana u Australiju psoglavi vučak je živio još samo na Tasmaniji. Već od 1830-ih doseljenici počinju nemilosrdno progoniti ovu životinju pod optužbom da im ubija ovce. Danas je upitno koliko je psoglavi vučak bio stvarna opasnost za ovce ali je činjenica da je u sljedećih stotinu godina potpuno istrebljen. Neki stručnjaci upozoravaju da sustavni progon možda nije bio jedini uzrok izumiranja, spominju se zarazne bolesti, posebice štenećak, te promjene u staništima. 
Posljednji psoglavi vučak nazvan Benjamin, ulovljen 1933. uginuo je 1936. u zoološkom vrtu u gradu Hobart. Ovaj je vučak snimljen na film tako da je dobro poznato kako je ova životinja izgledala. Ironično je da je zaštićen zakonom iste godine kad je i službeno izumro. Mnogi se opravdano pitaju je li ova vrsta potpuno istrebljena jer su mnogi ljudi, među njima i prirodoslovci i čuvari parkova, tvrdili kako su vidjeli, čuli ili naišli na karakteristične tragove psoglavog vučka. Čak i neke računalne simulacije ukazuju na vrlo veliku vjerojatnost da ova životinja ipak nije izumrla. 
Također ga brojne ekspedicije pokušavaju naći, a stekao je i naslov najbrojnije izumrle životinje. Postoje i neka opažanja psoglavog vučka na Australskom kopnu. Za pretpostaviti je da je psoglavi vučak, ako je ipak preživio, vrlo rijedak i da mu je potrebna hitna zaštita. Osim toga bi psoglavi vučak mogao biti prva životinja vraćena iz mrtvih jer su tasmanski znanstvenici započeli postupak izdvajanja njegovog genetskog koda radi kloniranja. Ipak, zaštita staništa je mnogo plodotvornija, jeftinija i dugoročno sigurnija investicija od još uvijek nesigurnog postupka kloniranja.
Rezultati raznih naučnih istraživanja pokazali su veliku mogućnost da je ova vrsta ipak opstala u divljini Tasmanije. Naime pronađeni su otisci stopala koji bi mogli pripadati ovoj vrsti a također je bilo izjava po kojima su mnogi čuli zvukove kakvim su se oglašavali tasmanski tigrovi. Bilo je i izjava ljudi koji su tvrdili da su vidjeli ovu životinju u prirodi. Međutim, usprkos istraživanjima nije pronađen nijedan nedvosmislen dokaz o postojanju ove životinje. Tasmanski tigar je imao status ugrožene vrste do 1986.g. Međunarodni standardi propisuju da se svaka životinjska vrsta čiji primjerak nije zabilježen u periodu od 50 godina proglašava izumrlom.